# Зайченко Віра Володимирівна
Віра Володимирівна Зайченко   (23 грудня 1937 р. (за паспортом 1 січня 1938 р.), хутір Забарівка Чернігівського району, Чернігівської області) — історик, етнограф, мистецтвознавець, музеєзнавець, майстриня художньої вишивки, знаний в Україні фахівець у галузі українського народного декоративного мистецтва, все своє життя присвятила вивченню, збереженню та популяризації традицій народного декоративного мистецтва Чернігівщини.

## Біографія
Народилася 1 січня 1938 р. у м. Чернігові (за паспортом); насправді — 23 грудня 1937 р. на хуторі Забарівка, зареєстрована 1 січня 1938 р. у с. Коти Чернігівського району (тепер у складі м. Чернігів). Батько Зайченко Володимир Якович (1906-1978), учасник Другої світової війни, мати Мовчан Наталія Григорівна (1906-2000), селяни. У 1938 р. родина переселилася у с. Масани (тепер у складі м. Чернігова).  
У 1945-1952 роках навчалася у початковій школі с. Масани та у семирічній школі с. Новий Білоус. У 1952-1954 рр. навчалася у фельдшерсько-акушерській школі м. Чернігова. Отримала фах медичної сестри і була направлена на роботу на шахту «Никанор» у м. Зоринськ Луганської області, де її призначили завідувачкою підземного медпункту. 1 листопада 1955 році уклала дворічний контракт і працювала фельдшером Никанорівського взводу 28-го воєнізованого гірничорятувального загону. Там же у Зоринську у вечірній школі здобула середню освіту.  
У 1957 році повернулася додому. Протягом п’яти місяців не могла влаштуватися на роботу за спеціальністю і працювала з мамою в колгоспі. У травні 1958 р. була прийнята сестрою-вихователькою до новостворених дитячих ясел № 8 м. Чернігова.  
У 1962 році вступила на вечірнє відділення загальнонаукового факультету Чернігівського педагогічного інституту ім. Т. Г. Шевченка, а у 1965 році була переведена на заочне відділення історичного факультету Київського державного університету ім. Т. Г. Шевченка, яке закінчила у 1968 році. Та отримала диплом історика, викладача історії й суспільствознавства.  
У липні 1968 року прийшла до Чернігівського обласного історичного музею імені Василя Тарновського. Працювала науковим співробітником відділу сучасної історії, завідувачкою науково-методичного відділу, вченим секретарем музею, вивчала історію партизанського руху на Чернігівщині у роки Другої світової війни, розбудовувала мережу музеїв, що діяли на громадських засадах, надавала допомогу комунальним музеям.  
У 1978 році Віра Зайченко очолила новостворений відділ народного декоративного мистецтва Чернігівщини, а вже у грудні 1979 року у Чернігові відкрився Музей народного декоративного мистецтва Чернігівщини. Віра Зайченко очолювала цей музей впродовж майже 15 років. Музей став українознавчим центром Чернігівщини: тут проводилися ґрунтовні лекції й екскурсії, організовувалися виставки і театралізовані дійства, тут консультували усіх охочих щодо вишивки і ткацтва, гончарства, різьблення по дереву, народного костюму Чернігівщини тощо.  
У 1991 році була прийнята до Національної спілки майстрів народного мистецтва України. У 2004-2015 рр. обиралася членом Малої ради — керівного органу Чернігівського осередку Спілки, обстоювала збереження і відродження народних промислів краю.  
У 2011 році вступила до Національної спілки краєзнавців України, брала активну участь у діяльності її обласного та Чернігівського районного осередків.  
Віра Зайченко досконало опанувала народну вишивку і завдяки організованим нею гурткам для дорослих, школярів і студентів була збережена і відроджена чернігівська вишивка. Її внесок у дослідження, збереження, популяризацію і розвиток вишивки Чернігівщини неможливо переоцінити.  
У 2001 році побачив світ каталог Віри Зайченко «Вишивка козацької старшини ХVІІ-ХVІІІ століть: каталог колекції Чернігівського історичного музею ім. В. В. Тарновського». На основі опрацювання колекції Чернігівського обласного історичного музею ім. Василя Тарновського та багаторічних польових досліджень вона написала монографії: «Вишивка Чернігівщини» (2010), «Вишивка Чернігівщини. Рушники. Каталог колекції Чернігівського історичного музею ім. В.В. Тарновського» (2018).  
Звернулась Віра Зайченко і до дослідження ще однієї галузі вишивки, притаманної й Чернігівщині, — гаптування: дослідила музейну колекцію, визначила осередки, де на Чернігівщині було розвинене це мистецтво, опублікувала чимало статей та створила ряд виставок на цю тему.  
Загалом з Чернігівським обласним історичним музеєм імені Василя Тарновського пов’язані понад 50 років активної творчої діяльності Віри  Володимирівни Зайченко. 

## Нагороди
Віра Володимирівна Зайченко – Заслужений працівник культури України (1988), Кавалер ордена княгині Ольги III ст. (2007), Лауреат Чернігівської обласної премії імені Михайла Коцюбинського (2006), нагороджена Почесною грамотою Кабінету міністрів України (2012). 

## Праці
- Зайченко В. В. Гапти XVII-XIX століть у збірці Чернігівського історичного музею / В. В. Зайченко ; Черніг. іст. музей. — Чернігів : Десна, 1991. — 28, [4] с.
- Зайченко В. В. Село Новий Білоус та його округа  / В. В. Зайченко. — Чернігів : [б. в.], 2003. — 86 с.
- Зайченко В. В. Вишивка козацької старшини XVII-XVIII століть. Техніки: за матеріалами колекції Чернігівського історичного музею ім. В. В. Тарновського : альбом / В. В. Зайченко ; [фотогр. В. Вермієнко]. — Київ : Родовід, 2006. — 127 с.
- Зайченко В. В. Вишивка Чернігівщини : [монографія] / Віра Зайченко. — Київ : Родовід, 2010. — 205 с.
- Зайченко В. В. Новобілоуська метрична книга та її персоналії  / В. Зайченко ; Черніг. іст. музей ім. В. В. Тарновського. — Чернігів : Лозовий В. М., 2012. — 95 с.
- Зайченко В. В. Село Масани, яким воно було / Віра Зайченко ; Черніг. іст. музей ім. В. В. Тарновського. — Вид. 2-ге, допов. — Чернігів : Лозовий В. М., 2013. — 183 с.
- Зайченко В. В. Вишивка козацької старшини XVII-XVIII століть : з колекції Чернігів.  історич. музею ім. В. В. Тарновського / Віра Зайченко. — Київ : Родовід, 2015. — 107 с.
- Зайченко В. В. Олешня — село гончарів / Віра Зайченко. — Київ : Олег Філюк, 2017. — 35 с.
- Зайченко В. В. Вишивка Чернігівщини. Рушники : каталог колекції Чернігів. іст. музею ім. В. В. Тарновського / Віра Зайченко. — Київ : Родовід, 2018. — 255 с.